# Euptychia mollis
Euptychia mollis är en fjärilsart som beskrevs av Otto Staudinger 1875. Euptychia mollis ingår i släktet Euptychia och familjen praktfjärilar. Inga underarter finns listade i Catalogue of Life.